# سو جون یونگ
سو جون یونگ (انگلیسی: Seo Jun-young؛ زادهٔ ۲۴ آوریل ۱۹۸۷) بازیگر اهل کره جنوبی است.